# Purpur-Weide
Die Purpur-Weide (Salix purpurea) ist eine Pflanzenart aus der Gattung der Weiden (Salix). Der Trivialname Purpur-Weide und das Artepitheton purpurea sind auf die auffällig rote Rinde der Zweige und die anfangs purpurfarbenen Kätzchen zurückzuführen.

## Beschreibung

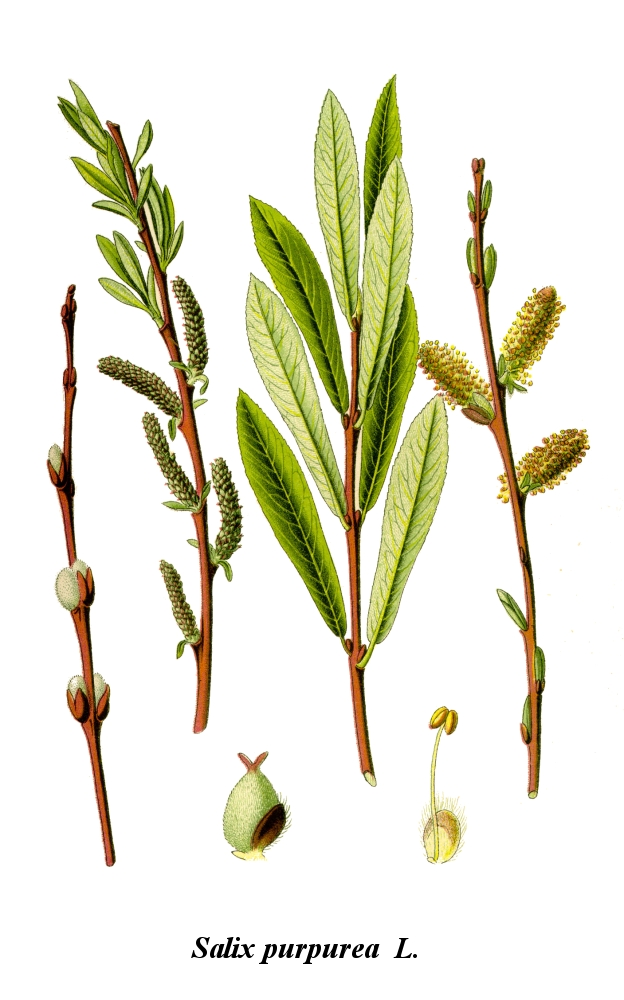
Illustration der Purpur-Weide: rechts: männliche Blüte und männlicher Blütenstand, in der Mitte: ein Zweig mit Blättern und weiblichem Blütenstand, links: weibliche Blüte und links unten das Samenkorn mit Flughaaren.

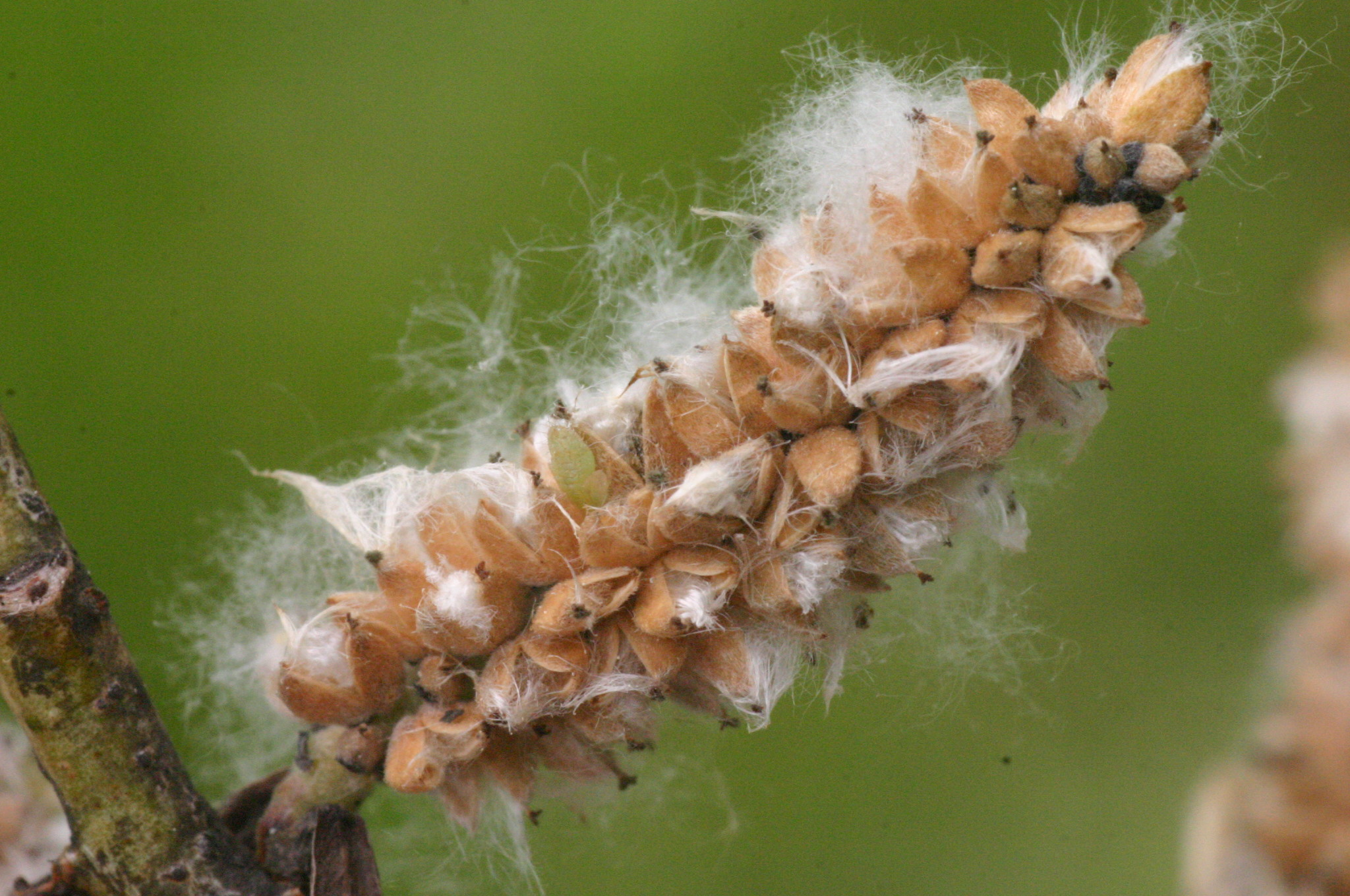
Fruchtstand

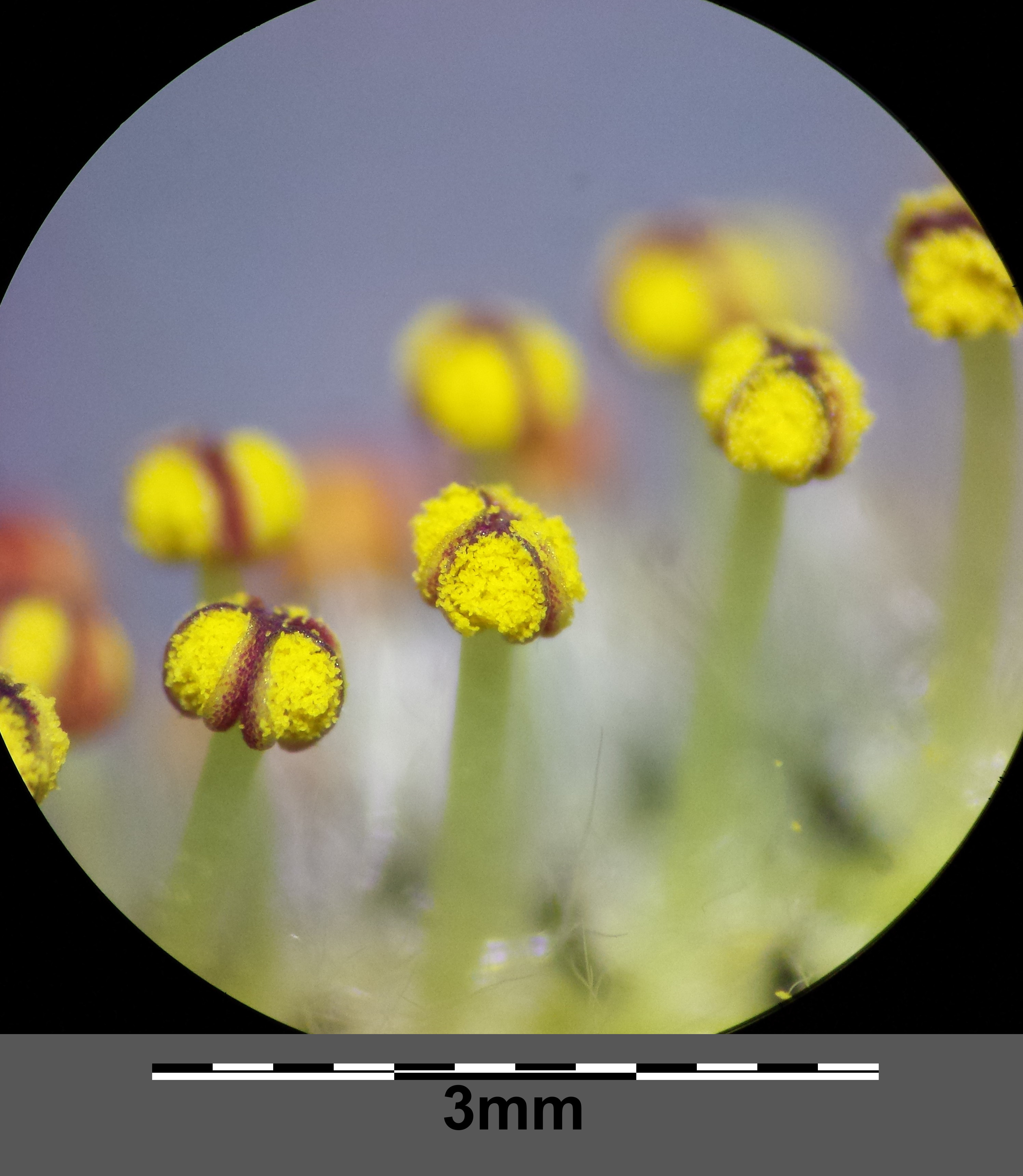
Männliches Kätzchen: Die jeweils zwei Staubblätter jeder Blüte sind vom Grund bis zu den Antheren miteinander verwachsen.

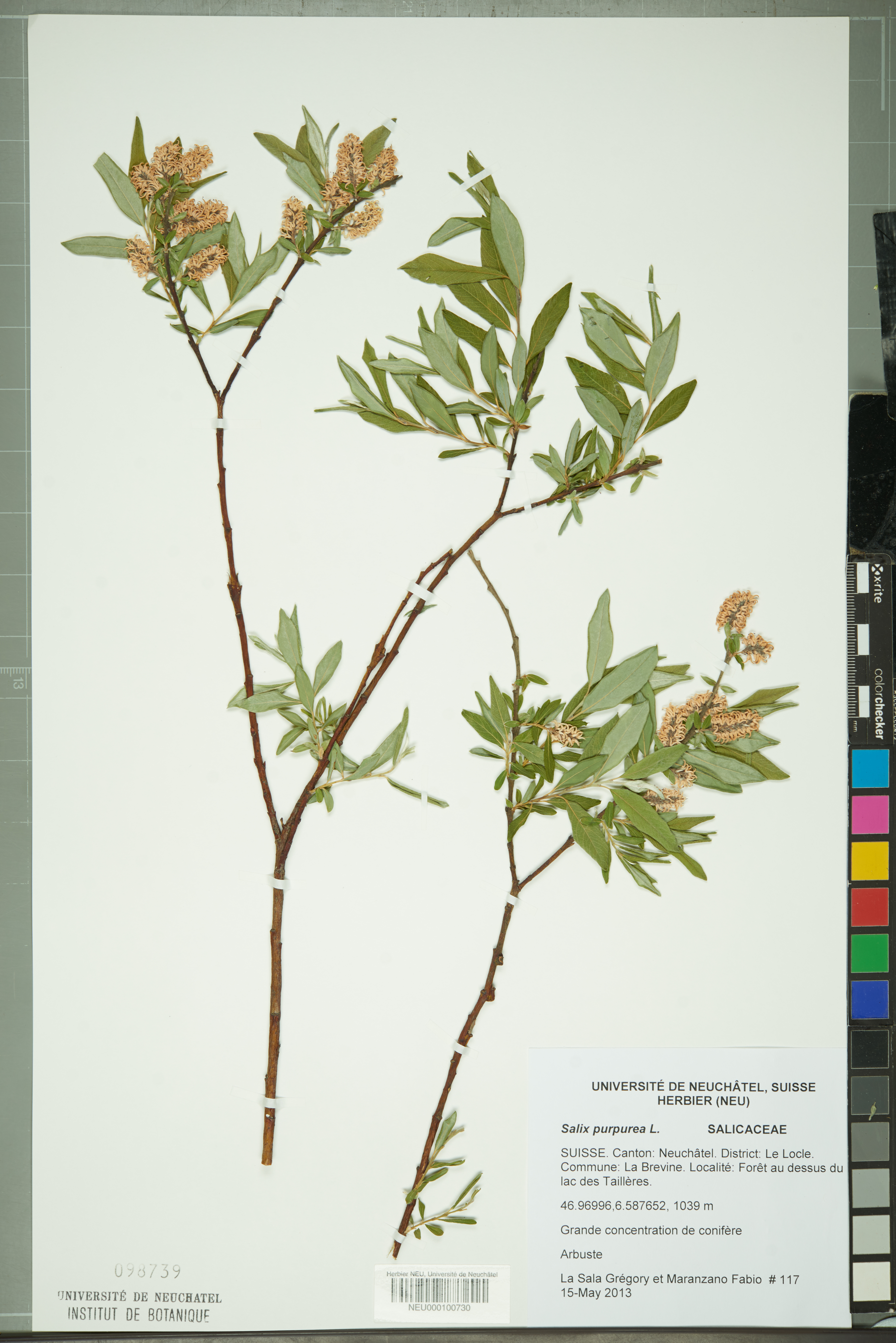
Herbarbogen

### Vegetative Merkmale
Die Purpur-Weide ist ein großer, aufrechter, dicht buschiger Strauch, der Wuchshöhen von bis zu 6 Metern erreicht. Die Rinde der dünnen, biegsamen und zähen Zweige ist kahl, braun oder purpurrot gefärbt und anfangs manchmal kurz, samtig behaart, mit der Zeit verkahlend (Indument). 
Die oft gegenständig an den Zweigen angeordneten Laubblätter sind in Blattstiel und Blattspreite gegliedert. Der Blattstiel ist 2 bis 5 Millimeter lang. Die Blattspreiten sind an Langtrieben bis zu 12 Zentimeter lang und haben ihre größte Breite mit 12 bis 20 Millimeter im vorderen Drittel, an Kurztrieben bis zu 7 Zentimeter lang und 2 Zentimeter breit. Die Blattspreiten sind schlank lanzettlich und kurz zugespitzt. Der Blattrand ist von der Mitte bis zur Blattspitze hin fein scharf gesägt, am Blattgrund ganzrandig. Die unterschiedliche Gestaltung des Blattrandes geht allmählich ineinander über. Die Blattoberseite ist grün oder leicht bläulich und matt, der Hauptnerv ist gelb, die Blattunterseite ist heller und graugrün. Beide Seiten sind kahl. Nebenblätter sind keine vorhanden.

### Generative Merkmale
Die Blütezeit reicht von März bis April. Die Kätzchen sind lang, schlank zylindrisch, oftmals gegenständig und bogenförmig. Die männlichen Kätzchen sind dichtblütig. Staubfäden und Staubbeutel sind vollständig miteinander verwachsen. Die Staubbeutel sind anfangs purpurn, im blühenden Zustand gelb. Die weiblichen Kätzchen haben eine Länge von bis zu 4 Zentimetern. Die Fruchtknoten sind klein, gedrungen, dicht behaart und gedrängt sitzend. Die Narbe sitzt fast ohne Griffel auf. Das zweifarbige Tragblatt ist am Grund hell, am vorderen Teil schwarz gefärbt, lang behaart und bärtig. Das Nektarium ist kurz keulenförmig.
Die Chromosomenzahl beträgt 2n = 38.

## Vorkommen
Die Purpur-Weide ist in Eurasien verbreitet. Sie kommt in weiten Teilen Europas vor. Sie fehlt im Norden Schottlands und in Skandinavien. Sie ist von der Tiefebene bis in Höhenlagen von 1200 Metern an Wasserläufen und in Niederterrassen zu finden. Sie gedeiht vorzugsweise auf Schotterböden, Kiesböden oder Sandböden, die nass, zeitweise überschwemmt, nährstoffreich und meist kalkhaltig sind, aber auch auf Schlick. Sie kommt vor in Gesellschaften der Ordnung Salicetalia purpureae, aber auch in feuchten Gesellschaften des Verbands Berberidion. In den Allgäuer Alpen steigt sie an der Alpe Gund beim Stuiben bis zu 1480 Metern Meereshöhe auf.

## Systematik
Die Erstveröffentlichung von Salix purpurea erfolgte 1753 durch Carl von Linné. Ein Synonym für Salix purpurea L. ist Salix caesifolia Drobow.
Bei Salix purpurea werden je nach Autor folgende Unterarten bzw. Varietäten genannt:
- Salix purpurea subsp. gracilis (Wimm.) Buser
- Salix purpurea subsp. lambertiana (Sm.) A.Neumann ex Rech. f. (Syn.: Salix purpurea var. lambertiana (Sm.) W.D.J Koch)
- Salix purpurea L. subsp. purpurea

Es gibt einige Hybriden von Salix purpurea mit anderen Arten:
- Salix ×austriaca Host: Salix appendiculata (Großblättrige Weide) × Salix purpurea
- Salix ×calliantha Kern.: Salix daphnoides (Reif-Weide) × Salix purpurea
- Salix ×doniana Sm.: Salix repens (Kriech-Weide) × Salix purpurea
- Salix ×kochiana Hartig: Salix aurita (Ohr-Weide) × Salix purpurea
- Salix ×leiophylla Camus & A. Camus: Salix triandra (Mandel-Weide) × Salix purpurea
- Salix ×margaretea O. V. Seeman: Salix fragilis (Bruch-Weide) × Salix purpurea
- Salix ×pontederiana Willd.: Salix cinerea (Asch-Weide) × Salix purpurea
- Blend-Weide (Salix ×rubra Huds.) (Syn.: Salix ×helix L.): Salix viminalis (Korb-Weide) × Salix purpurea
- Salix ×wimmeriana Gren.: Salix caprea (Sal-Weide) × Salix purpurea

## Weitere Bilder

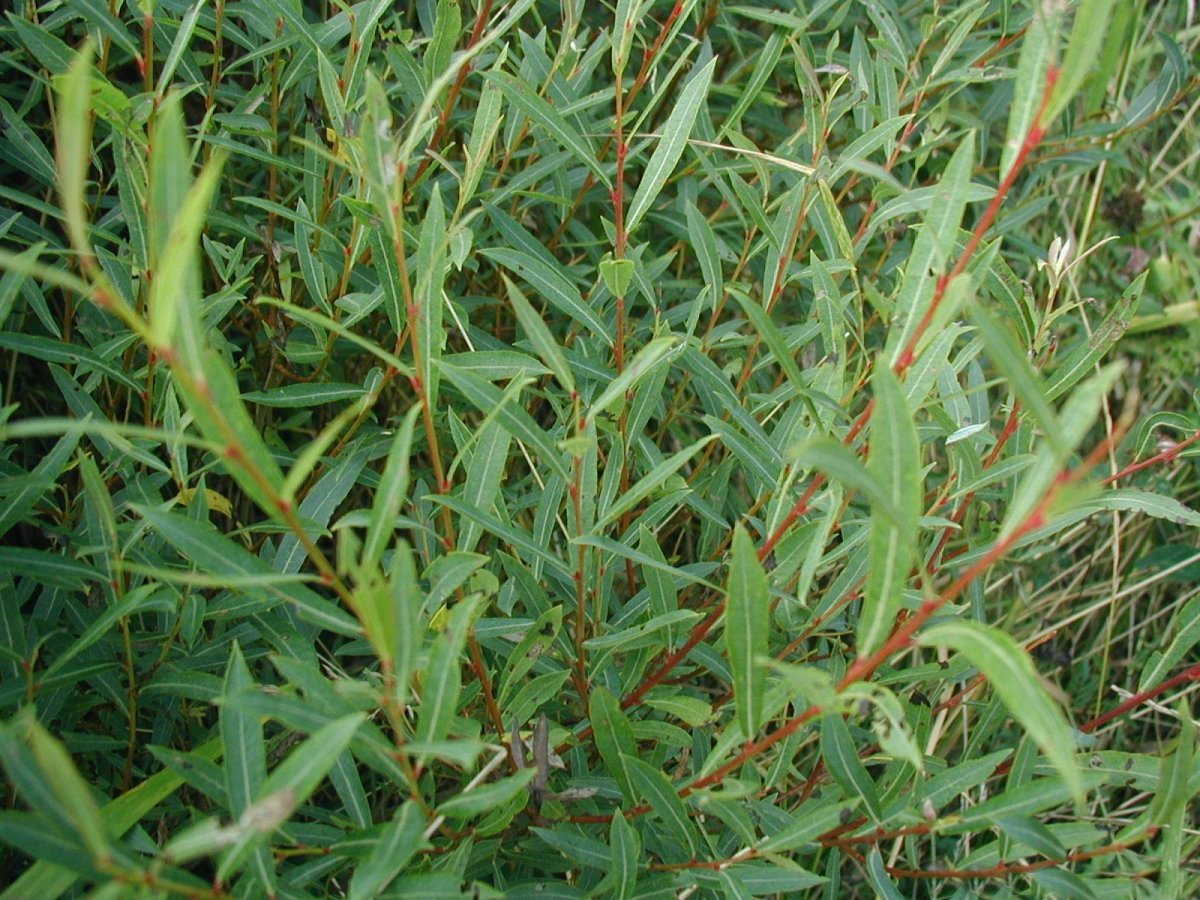
Zweige mit Laubblättern
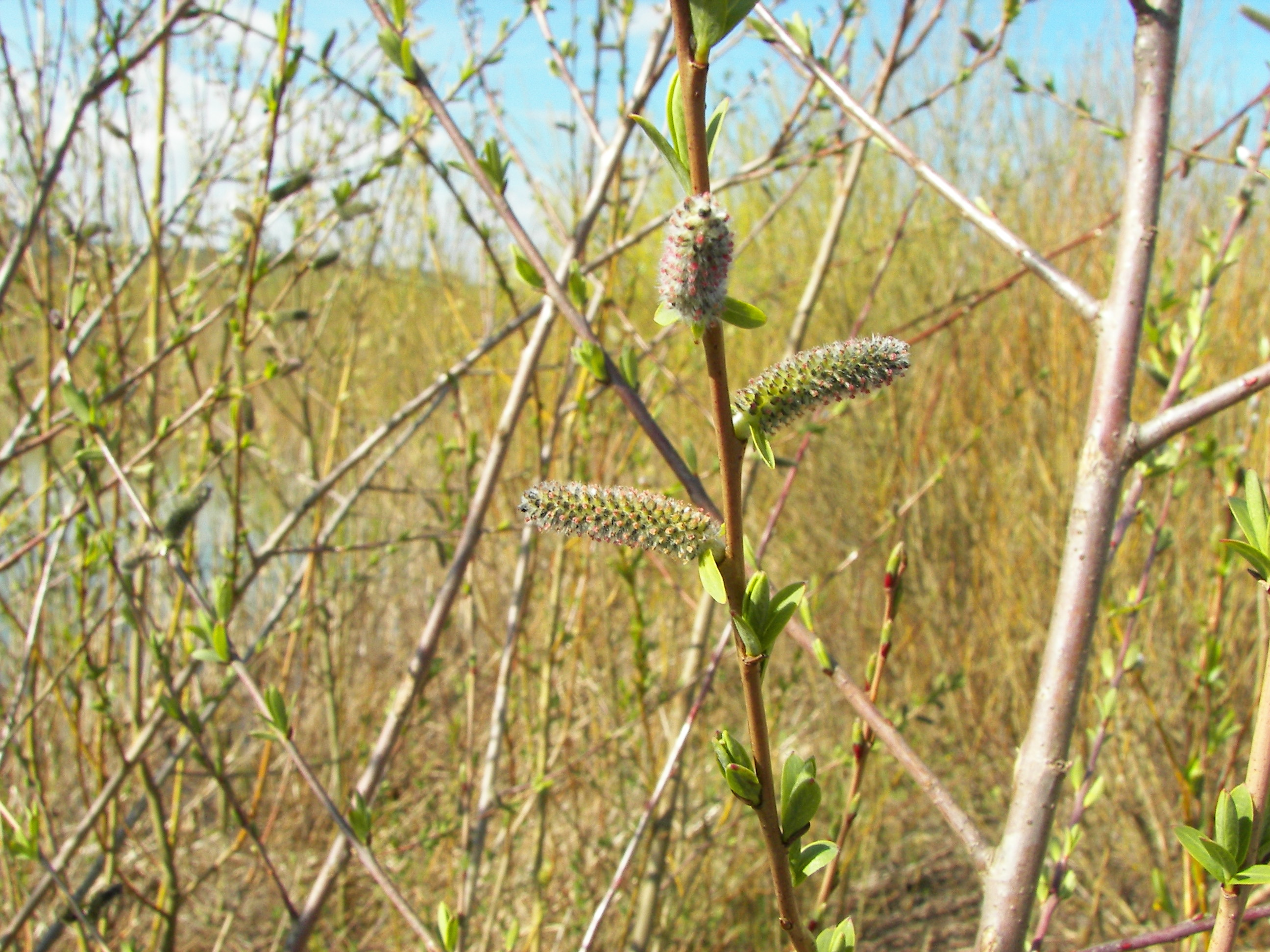
Weibliche Kätzchen
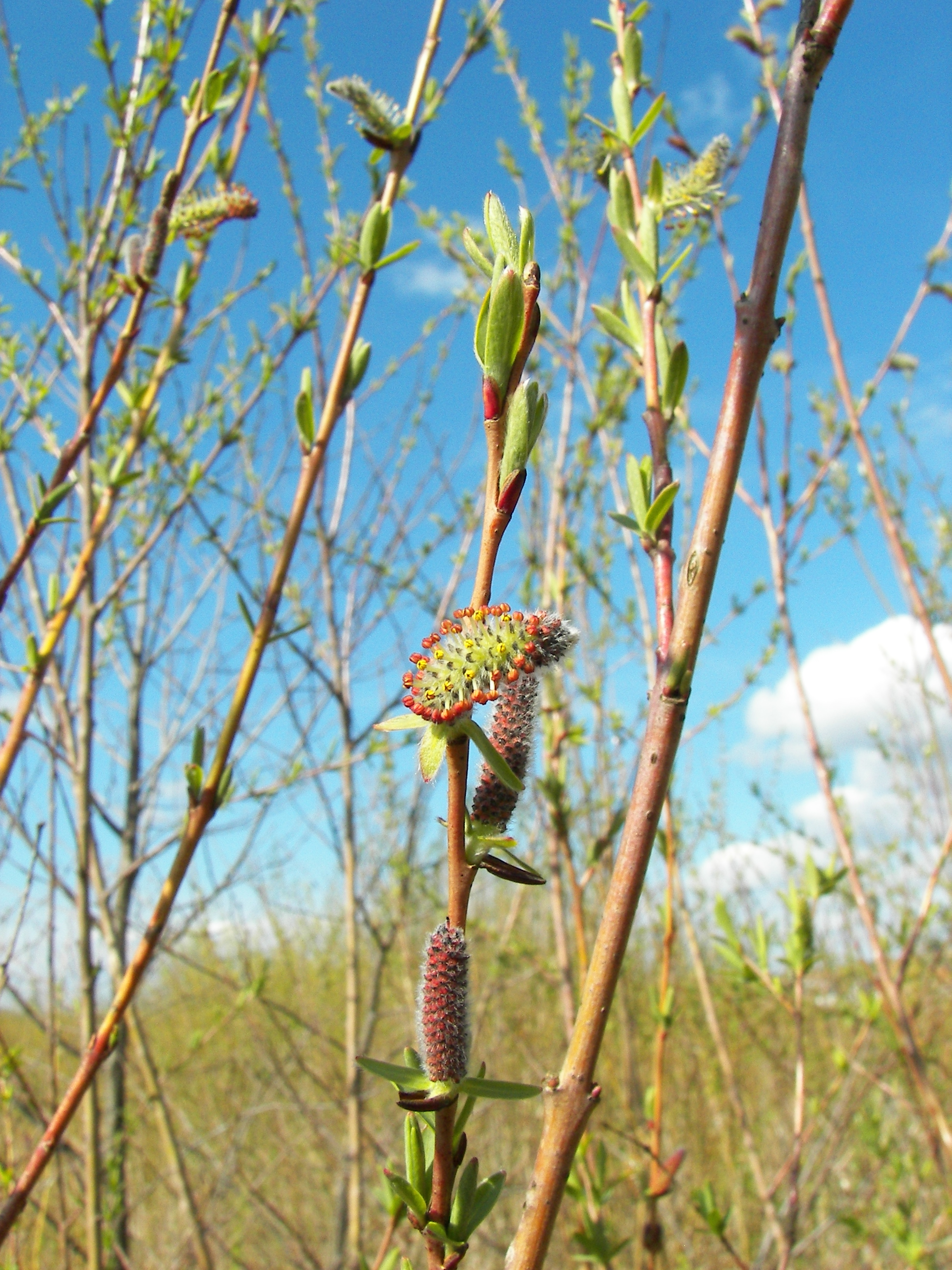
Männliche Kätzchen
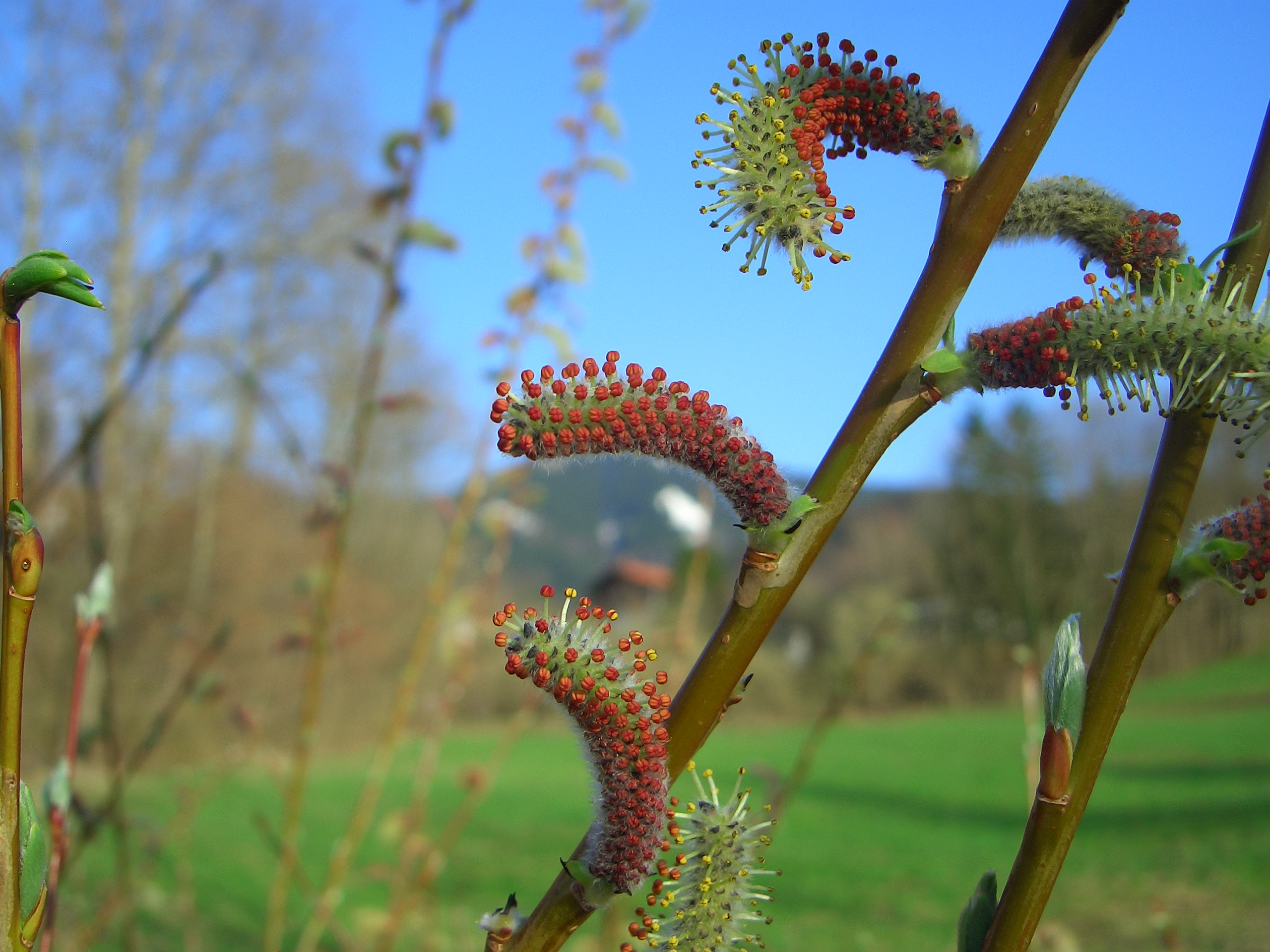
Kätzchen